# Фрањо Туђман
Фрањо Туђман (Велико Трговишће, 14. мај 1922 — Загреб, 10. децембар 1999) био је хрватски политичар, први председник независне Хрватске и један од главних актера ратова у бившој СФРЈ. У пресуди Међународног кривичног суда за бившу Југославију против Ивана Чермака и Младена Маркача, Туђман се помиње као један од саизвршилаца у удруженом злочиначком подухвату чији је циљ био присилно и трајно уклањање српског становништва из регије Крајина.

## Младост, Други светски рат и војна каријера
Рођен је у Великом Трговишћу, општинском месту у Хрватском загорју, 14. маја 1922. године. Његов отац Стјепан, познати активиста Хрватске сељачке странке, и мајка Јустина (рођена Гмаз) имали су, осим Фрање, још два сина: Стјепана и Ивицу. Мајка му је умрла 1929, кад је пошао у основну школу. Брат Стјепан погинуо је као партизан у пролеће 1943. године. Оца Стјепана, иако је био један од главних покретача антифашистичког покрета у Хрватском загорју и члан ЗАВНОХ-а и АВНОЈ-а, ликвидирала је тајна југословенска полиција у пролеће 1946. године, због његових критика нове југословенске власти.
Основну школу Туђман је похађао у родном месту (1929—1933). Средњу школу је учио у Загребу (1934—1941), где се издржавао углавном сам, подучавањем других. Већ као средњошколац је учествовао у националном покрету, због чега је 1940. био притворен. Од 1941. до маја 1942. радио је у Хрватском домобранству НДХ. Од 1941. учествује у антифашистичком партизанском покрету и социјалној револуцији у северозападној Хрватској. Још у рату, крајем јануара 1945, упућен је као један од хрватских представника у Врховни штаб НОВ и ПОЈ у Београд. Затим је радио у Главној персоналној управи Министарства народне одбране, у Генералштабу ЈНА и у уредништву Војне енциклопедије. У Београду је завршио и студије на Вишој војној академији (1955—1957). Након заврштека усавршавања премештен за шефа кабинета Државног секретара за народну одбрану генерала армије Ивана Гошњака. На тој функцији крајем 1960. унапређен је у чин генерал-мајора. Већ следеће године (1961) на лични више пута постављани захтев је напустио активну војну службу како би се у потпуности посветио научном и литерарном раду.
Као млад и амбициозан војни кадар 23. мај 1954. постаје генерални секретар ЈСД Партизан. Док четири година касније 1958. године постаје и председник СД Партизан, где остаје до 1961. године. За време његовог председничког мандата изабрана је гарнитура дресова са црно-белим бојама, а пуно име друштва постаје Југословенско спортско друштво Партизан. Међутим, његов лични удео у томе је дискутабилан, о чему сведоче историјски подаци према којима је ФК Партизан црно-беле боје преузео по узору на торински Јувентус, након гостовања омладинске екипе на престижном турниру у Вијаређу 1959. године, где су се дечаци поменутог италијанског гиганта такође нашли.

## Историчар
У Загребу је 1961. основао Институт за историју радничког покрета, где је био директор до 1967. Године 1963. изабран је — на основи хабилитације — за професора на Факултету политичких наука Загребачког универзитета, где је предавао предмет Социјалистичка револуција и сувремена национална повијест.
Докторска дисертација под насловом Узроци кризе монархистичке Југославије од уједињења 1918. до слома 1941 је била одбијена на Загребачком универзитету, да би затим иста дисертација била пријављена и одбрањена у Задру 1968. године. Бакарић је оценио Туђманову хисториографију овим речима: „(Туђманове) анализе имају друго мјерило којим мјере и оцјењују ствари, мјерило које није иманентно току догађаја и не излазе из њих. Оно се у хисториографији не употребљава, не би могло издржати никакву критику, па се зато налази још само у слабијим пропагандистичким материјалима. По својој је научној вриједности испод стандардних фалсификата о стварању Југославије.”
Као историчар, Туђман је доживио понижење када га је Љубо Бобан, професор загребачког универзитета и историчар оптужио 1967 за плагијаризам. Бобан је навео неколико примера плагијаризма у Туђмановој књизи Стварање социјалистичке Југославије.
У првој половини педесетих година, Туђман је почео да пише о историји Југославије и Хрватске. Објавио је већи број расправа и чланака — више од 150 — из историје Југославије и Хрватске. Учествовао је на више симпозијума и држао предавања на универзитетима у Чехословачкој, Италији, Немачкој, Аустрији, Канади и Сједињеним Америчким Државама. Био је члан уредништва војно-теоријског часописа „Војно дело”, редактор и помоћник главног уредника „Војне енциклопедије”, сарадник и редактор енциклопедија Лексикографског завода Мирослав Крлежа, главни и одговорни уредник часописа „Путови револуције”, члан издавачког одбора часописа ЈАЗУ „Форум”, члан издавачког одбора „Хрватскога тједника” и члан уредништва „Гласника Хрватске демократске заједнице”. Од 1962. до 1967. Туђман је био председник Комисије за међународне односе и члан Секретаријата Главног одбора Социјалистичког савеза Хрватске.
Од 1965. до 1969. је био народни заступник Просвјетно-културног вијећа Сабора СР Хрватске и председник Одбора за знанствени рад Просвјетно-културног вијећа Сабора. Био је члан Управног и Извршног одбора Матице хрватске и председник Комисије Матице хрватске за хрватску повијест. Био је члан Друштва хрватских књижевника од 1970. и члан Хрватског центра ПЕН-а од 1987. године. Већ у првим Туђмановим објављеним текстовима из подручја војне доктрине о освајачким и ослободилачким ратовима, полазећи с гледишта да сваки народ треба да има своју оружану силу, заступао концепцију наоружаног народа и територијалне одбране. Међу Туђмановим ексцесима у социјалистичкој Југославији била су његова историјска истраживања који су умањивали злочине које су хрватски фашисти починили током Другог светског рата и број убијених у усташким логорима, због чега је био изложен политичким, а затим и судским прогонима. Године 1967. био је избачен из Савеза комуниста. Морао је да напусти Институт, уклоњен је са Универзитета и пензионисан ради спречавања јавне делатности кад му је било само 45 година. Кад је 1972. започео прогон хрватских дисидената био је затворен. Захваљујући интервенцији Мирослава Крлеже код Јосипа Броза Тита, избегао је вишегодишњу робију, која му је била намењена па је осуђен само на две године затвора (касније је и та осуда смањена на девет месеци). Након Титовог одласка са историјске сцене, поново је — у фебруару 1981. — осуђен на три године затвора и на забрану било каквог јавног деловања у раздобљу од пет година, и то због тога што је дао интервјуе за шведску и немачку телевизију и француски радио, у којима је говорио о својим повијесним просудбама, а у прилог плуралистичке демокрације. У затвору у Лепоглави боравио је од јануара 1982. до фебруара 1983, кад је био пуштен ради лечења. У мају 1984. враћен је у затвор ради издржавања остатка казне, али је у септембру исте године због погоршања здравственог стања условно пуштен из затвора. Кад му је 1987. враћен пасош, путује у иностранство — најпре у Канаду и САД, а затим у европске земље — где је држао говоре и повезао се са екстремистима међу хрватским исељеницима. Од тих екстремиста водећу улогу током његове владавине имаће Гојко Шушак, министар одбране и његова десна рука.
Поједини хрватски историчари су указали на чињеницу да је Фрањо Туђман у својим политичким наступима често посезао за наменским обликовањем неутемељених представа о старијој хрватској прошлости, неретко износећи нетачне чињенице и научно непотврђене теорије.

### Негирање холокауста (историјски ревизионизам)
Туђманов приступ холокаусту током Другог свјетског рата је у назван „Хрватски ревизионизам”, док је сам Туђман назван „негатором холокауста”. У својој књизи „Беспућа повијесне збиљности” Туђман негира и умањује усташке злочине током Другог свјетског рата, негира и умањује број убијених Срба, Јевреја и Рома у логору Јасеновац, те умањује укупан број Јевреја који су страдали током холокауста.
Године 1985, приликом посјете Фрање Туђмана хрватским исељеницима у Аргентини, новинарка Алекса Црњаковић направила је интервју с Динком Шакићем. Он се тада први пут хрватској јавности похвалио својим дјелима, изјавивши како би све то, ако треба, урадио и опет. Истом приликом сусрео се и са Туђманом, с којим се (како тврди Шакићева супруга Нада — данас Есперанза) задржао у разговору готово 45 минута, уз заједничку фотографију. Хрватски председник Туђман је 1995. дошао код Шакића у посету.

## Први председник Републике Хрватске
НДХ није била само пука квислиншка творба и фашистички злочин, већ и израз повјесних тежњи хрватског народа
Фрањо Туђман, у Загребу 24.2.1990.
Године 1989. је основао Хрватску демократску заједницу и постао њен председник. Након победе Хрватске демократске заједнице на првим парламентарним изборима, одржаним у Хрватској након више од 50 година, у Сабору је 30. маја 1990. године изабран за предсједника Предсједништва тада још Социјалистичке Републике Хрватске. Након доношења новог Устава Републике Хрватске — 22. децембра 1990 — на непосредним предсједничким изборима у августу 1992. је поново изабран за предсједника Хрватске. На другом и трећем општем сабору ХДЗ у октобру 1993. и 1995. поново је изабран за председника Хрватске демократске заједнице, највеће странке у Хрватској. На парламентарним изборима у јесен 1995. ХДЗ и Туђман као носилац листе ХДЗ-а поново су добили апсолутну већину у Заступничком дому Сабора. Као државни поглавар, односно као председник Републике Хрватске, својим вођством хрватске унутрашње и спољне политике остварио је пуно међународно признање Хрватске. Након доношења новог Устава Републике Хрватске од 22. децембра 1990. којим су Срби постали национална мањина након вековног статуса равноправног народа са Хрватима, почињу масовна отпуштања Срба с посла, минирања кућа и др.

Фрањо Туђман је својим изјавама и делима показивао да за Србе нема места у самосталној хрватској држави.
Сретан сам што нисам ожењен Српкињом или Жидовком
Фрањо Туђман, 1991.
. На економском плану ХДЗ и Туђман су дословно уништили већину индустрије у Хрватској.. Приватизација која је почела још за вријеме рата (незабележено другде) донијела је већинске власничке удијеле предузећа неколицини ХДЗ-ових поверљивих људи који су претходно државни новац пренели на личне рачуне у Хипо алпе адрија банци. Стотине хиљада људи остало је без посла, некада успјешна предузећа су затворена, а земља је почела да се прекомјерно задужује у иностранству.
Рата у Хрватској не би било, да га Хрватска није жељела
Фрањо Туђман, 24.3.1992.
Преминуо је 10. децембра 1999. у Загребу.
У пресуди Међународног кривичног суда за бившу Југославију против Ивана Чермака и Младена Маркача, Туђман се помиње као један од саизвршилаца у „удруженом злочиначком подухвату чији је циљ био присилно и трајно уклањање српског становништва из регије Крајина”.
У пресуди Међународног кривичног суда за бившу Југославију против Јадранка Прлића и осталих, Туђман се помиње као „челник удруженог злочиначког подухвата чији је циљ био оснивање ентитета са хрватском већином у БиХ, који би се накнадно припојио Хрватској”.

Његов син је Мирослав Туђман.